# 山部王
山部王（やまべおう/やまべ の おおきみ、生年不詳 - 天武天皇元年7月2日？（672年7月31日？））は、日本の飛鳥時代の皇族である。系譜は明らかでない。天武天皇元年（672年）の壬申の乱で大友皇子（弘文天皇）の将となったが、味方の蘇我果安、巨勢比等（巨勢人）に殺された。

## 山部王の殺害
壬申の乱の際に、美濃国に本営を設けた大海人皇子（天武天皇）に対し、大津の近江宮にあった朝廷は、数万の軍勢を派遣した。琵琶湖東岸を進んだ軍の指揮官は、山部王、蘇我果安、巨勢比等であった。敵の前線拠点がある不破まで約20キロメートルの犬上川のほとりに陣をおいたとき、蘇我果安と巨瀬比等は山部王を殺した。この混乱で軍の前進は止まり、蘇我果安は返って自殺した。以上を伝える『日本書紀』は、殺害の原因に触れない。7月2日の項に続けて書いており、この日の前後か当日に事件が起きたと考えられる。

## 大津皇子の脱出
書紀の中で山部王の名はこれより前の別の箇所にも現れる。大海人皇子の子、大津皇子は父の挙兵を知って味方とともに脱出した。6月25日深夜に鈴鹿関に至り、そこで大海人皇子が張った封鎖線にかかった。このとき鈴鹿関司は大津皇子らを山部王と石川王だと誤認した。
理由は書紀に明記されないが、敵味方不明の地を行く際に、少年だった大津皇子の存在を隠し、従う者の誰かが山部王らの名を騙った可能性がある。もしこの推測が正しいとすれば、山部王と石川王はどちら側からも殺されずにすみそうな、態度のはっきりしない人物と考えられていたことになる。さもなければ、事前に大海人と連絡をとっており、近江を脱出する機会を失ったのかも知れない。
あるいは、伴信友の説によると、この時の関司の報告は誤報ではなく、実は山部王も大津皇子とともに随伴して鈴鹿関にやってきたが、故障が起こり、近江に立ち帰った可能性もある。のちの殺害の理由についても、大海人皇子側に加勢しようとしたからだという。